# Ľutina
Ľutina est un village de Slovaquie situé dans la région de Prešov.

## Histoire
Première mention écrite du village en 1330.

## Démographie

### Évolution de la population
| Année:               | 1994. | 2004.   | 2014.    | 2024.   |
| -------------------- | ----- | ------- | -------- | ------- |
| Nombre de personnes: | 434   | 428     | 472      | 483     |
| Différence:          |       | -1,38 % | +10,28 % | +2,33 % |

| Année:               | 2023. | 2024.   |
| -------------------- | ----- | ------- |
| Nombre de personnes: | 484   | 483     |
| Différence:          |       | -0,20 % |